# Cây củ đậu
Cây củ đậu,Cây củ đỗ  sắn nước, củ sắn (theo cách gọi miền Nam, danh pháp hai phần: Pachyrhizus erosus) là một cây dây leo có nguồn gốc từ México và Trung Mỹ. Loài này được Carl von Linné miêu tả khoa học đầu tiên. Tên gọi cây gần như chủ yếu nói về củ của nó. Cây củ đậu là một loài thuộc chi Pachyrhizus của họ Đậu (Fabaceae). Các loài chính khác của chi này có gốc gác ở các nơi khác của châu Mỹ.

## Phân bố
Cây củ đậu được trồng ở châu Mỹ, Trung Quốc và Đông Nam Á, củ đậu sống được chế biến thành các món popiah và các sa lát như yusheng và rojak.

## Lịch sử
Cây củ đậu có nguồn gốc ở Mexico và Trung Mỹ. Nó đã được tìm thấy tại các địa điểm khảo cổ ở Peru có niên đại 3000 năm trước Công nguyên. Vào thế kỷ 17, cậy củ đậu được du nhập vào châu Á bởi người Tây Ban Nha.

## Mô tả
Cây củ đậu có thể cao 4–5 m nếu có giàn. Lá kép gồm 3 chét hình tam giác rộng, mỏng. Hoa có màu tím nhạt; ở Việt Nam thường ra vào tháng 4, tháng 5; hoa khá lớn, mọc thành chùm dài ở kẽ lá. Quả hơi có lông, không cuống, dài 12 cm, được ngăn vách nhiều rãnh ngang, thường chứa từ 4-9 hạt. Củ do rễ phình to mà thành, có thể dài tới 2 m và nặng đến 20 kg. Vỏ củ có màu vàng và rất mỏng còn ruột có màu trắng kem hơi giống ruột quả lê. Củ đậu có vị ngọt thường được ăn sống, đôi khi được chấm muối hoặc với nước chanh và ớt bột. Người ta cũng nấu củ đậu dưới dạng xúp, món xào.

## Thành phần
Củ đậu có chứa tinh bột 2,4%, 4,51% đường toàn bộ (glucoza). Nó có chứa 86-90% nước; nó có một ít protein (1,46%) nhưng không có các chất béo.
Trái với củ, phần còn lại của cây củ đậu rất độc; hạt có chứa độc tố rotenone, dùng để diệt côn trùng và thuốc cá, diệt rệp rau và rệp thuốc lá. Lá có chứa các chất độc đối với cá và động vật nhai lại (trừ ngựa).

## Bảo quản

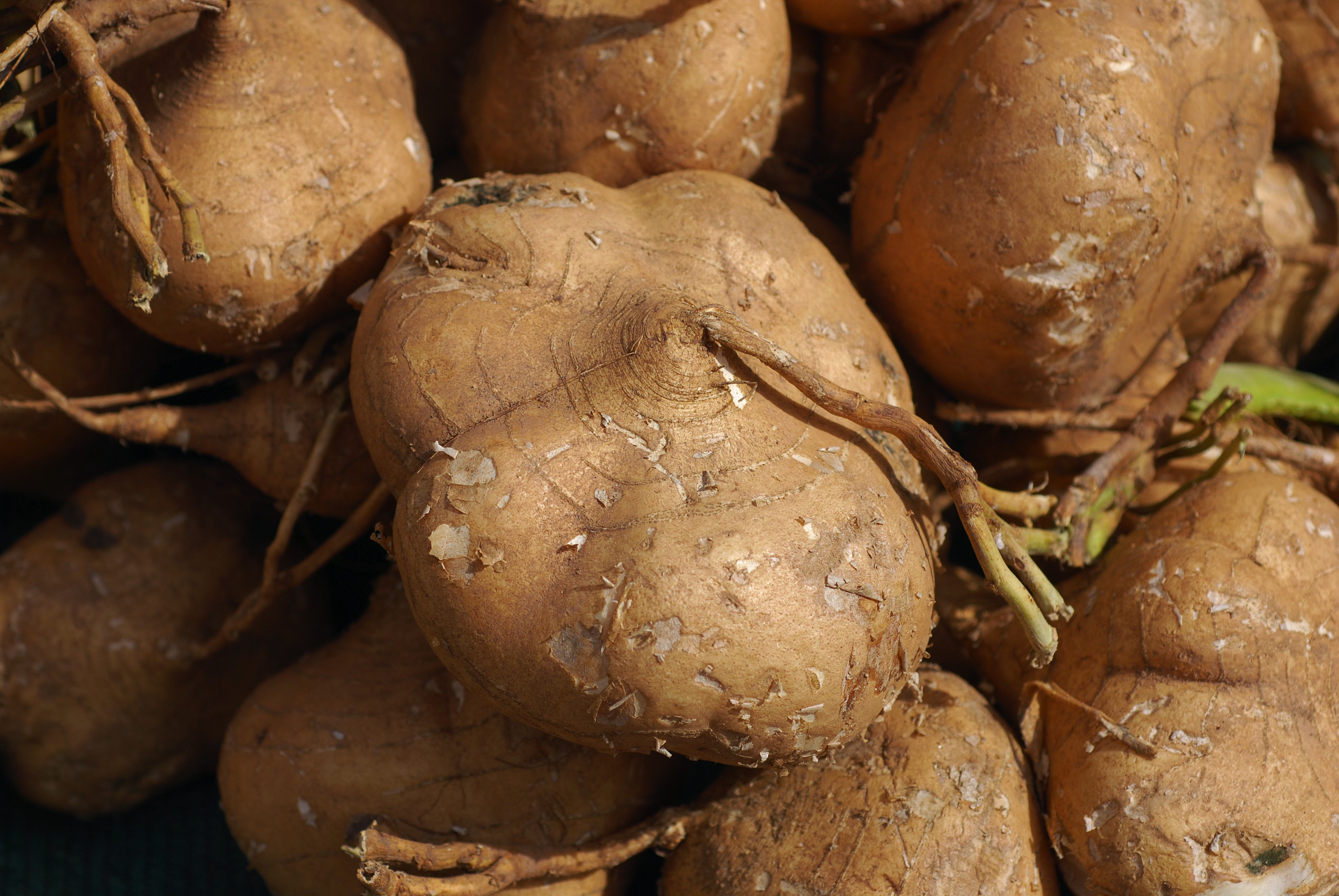
Củ đậu

Củ đậu nên được chứa ở nơi khô ráo, nhiệt độ khoảng 12°C tới 16 °C (53°F tới 60 °F); nhiệt độ thấp hơn làm hư củ. Củ đậu tươi nếu được cất giữ ở nhiệt độ thích hợp có thể để lâu một hoặc hai tháng.

## Thông tin thêm
Củ đậu sống là món ăn mát và khá phổ biến ở Việt Nam. Trong đời sống, từ "củ đậu bay" được dùng để chỉ gạch, đá ném đi: Ba năm võ tàu không bằng một chầu "củ đậu".
Tuy nhiên lá và hạt cây của đậu rất độc, không nên ăn.